# Râul Zârna, Pleșu
Râul Zârna este un curs de apă, afluent al râului Pleșu. Râul izvorăște din zona Dealului Zârna

## Hărți
- Harta județului Botoșani  Arhivat în 18 iulie 2011, la Wayback Machine.